# Font del Bisbe
La Font del Bisbe és una font de Girona inclosa a l'Inventari del Patrimoni Arquitectònic de Catalunya.

## Descripció
A prop del riu Galligants brolla aquesta font, una de les més populars de Sant Daniel. Per accedir-hi des del poble s'ha de creuar l'antic pont medieval, construït amb la forma d'un petit arc semicircular i amb un tosc paviment de còdols i argamassa. Després de baixar uns graons que ens situen al nivell del riu, hi ha un espai rectangular on hi ha la font. El brollador d'aigua està ornamentat amb una carassa que representa el cap d'un felí, difícilment identificable degut a la brevetat dels trets. Unes grans plaques de pedra formen la paret on s'encasta la carassa.

## Història
L'existència d'una font en aquest indret es perd en la memòria dels homes de la vall. Pel seu nom es pot aventurar la intervenció d'un prelat en la construcció o reforma. Per la inscripció de la fons sabem que fou restaurada el 1727 i feta de nou el 1807.